# بطولة كاريوكا 1988
بطولة كاريوكا 1988 هو موسم من بطولة كاريوكا. فاز فيه نادي فاسكو دا غاما.